# Marina Ulrich
Marina Ulrich (* 27. April 1997 in Zams) ist eine österreichische Politikerin der Österreichischen Volkspartei (ÖVP). Am 11. Mai 2021 wurde sie als Abgeordnete zum Tiroler Landtag angelobt.

## Leben

### Ausbildung und Beruf
Marina Ulrich besuchte nach der Volks- und Hauptschule in Zams das Bundesoberstufenrealgymnasium in Landeck, wo sie 2015 maturierte. 2016 begann sie ein Biologiestudium an der Universität Innsbruck, das sie 2020 als Bachelor of Science abschloss. Anschließend folgte der Masterstudiengang für Wildtierökologie und Wildtiermanagement an der Universität für Bodenkultur Wien (BOKU).

### Politik
Sie war Bezirksobmann-Stellvertreterin der Jungen Volkspartei im Bezirk Landeck, im Mai 2022 wurde sie zur Nachfolgerin des bisherigen Obmanns Johannes Schrott gewählt.
Bei der Landtagswahl 2018 war sie hinter Anton Mattle auf dem zweiten Platz der ÖVP-Bezirksliste im Landtagswahlkreis Landeck gereiht. Am 11. Mai 2021 wurde sie in der XVII. Gesetzgebungsperiode als Abgeordnete zum Tiroler Landtag angelobt. Sie rückte für Anton Mattle nach, der als Landesrat in die Landesregierung Platter III wechselte. Im Landtag wurde sie Bereichssprecherin für Jugendpolitik und Tierschutz.
Nach der Landtagswahl 2022 schied sie aus dem Landtag aus.